# Wilfried Roux
Wilfried Roux est un joueur de rink hockey né le 5 mai 1990. Formé à l'ALC Bouguenais, il évolue actuellement au sein du club de RAC Saint-Brieuc. Avec l'équipe de France, il a disputé le championnat du monde A 2013 en Angola et le championnat d'Europe 2014 en Espagne, terminant 5e durant les deux compétitions. 